# 로봇 (2010년 영화)
로봇(Enthiran, எந்திரன்)은 2010년 인도의 샨카르 샨무감이 감독한 공상 과학 영화이다.

## 출연

### 주연
- 라지니칸트
- 아이쉬와라 라이

### 조연
- 대니 덴종파
- 사부 시릴
- 산다남

## 기타
- 의상: 메리 E. 보트
- 분장부문: 밴스 하트웰